# Estação Pétillon

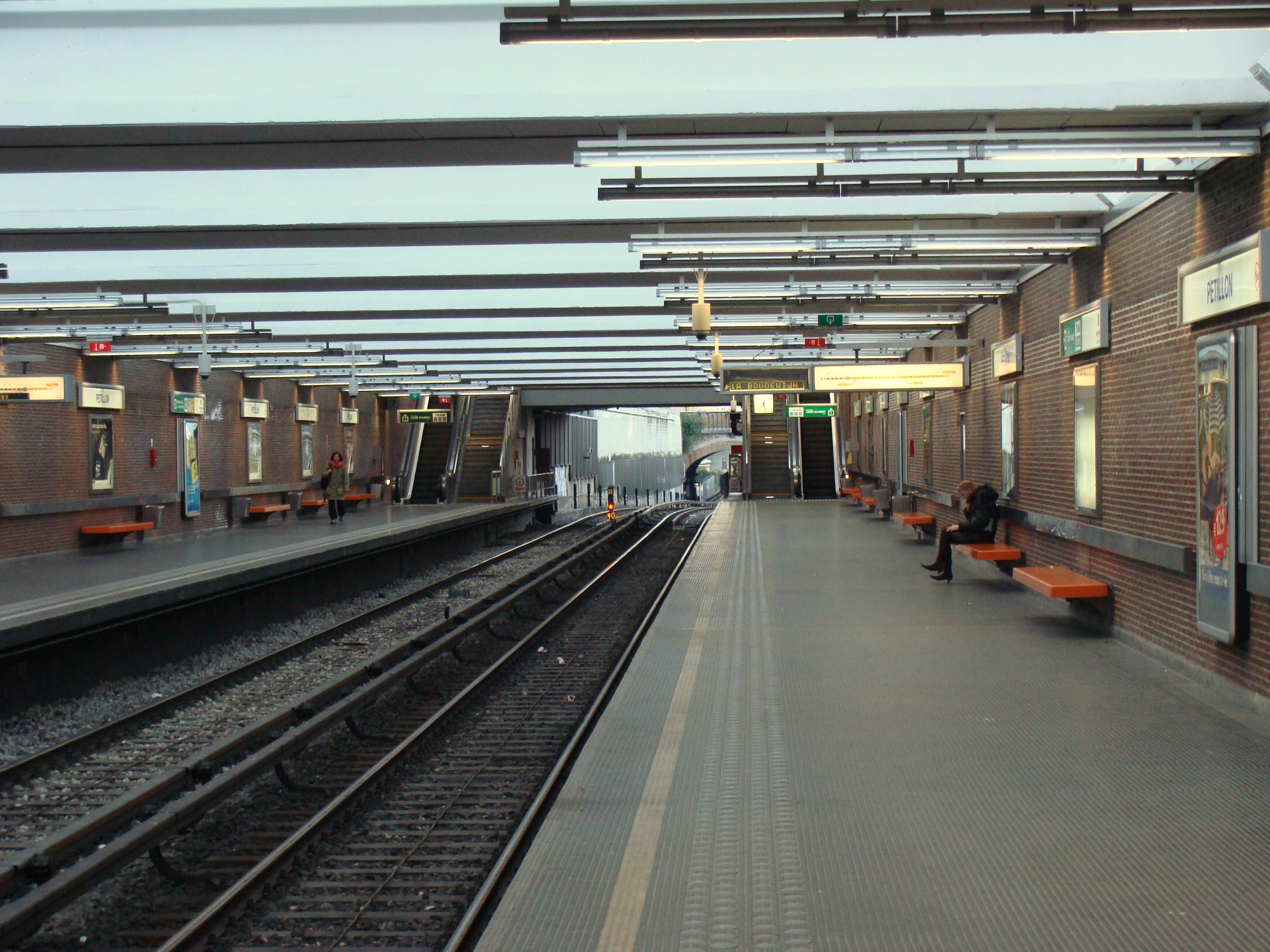
Estação Pétillon.

Pétillon é uma estação da linha 5 (outrora 1A) do Metro de Bruxelas.